# Когнітивна соціологія
Когніти́вна соціоло́гія (англ. Cognitive Sociology) — один із варіантів феноменологічної соціології, в якому розглядається проблемний характер «значення» в повсякденному житті. Вона займається вивченням соціально обумовлених особливостей мислення індивідів та груп. Ця течія прагне до інтеграції етнометодології з соціолінгвістикою, когнітивною антропологією й традиційною соціологією.

## КонцепціяАрона Сікурела
Основним прихильником та представником когнітивної соціології є американський соціолог Арон Сікурел (англ. Cicourel), який вивчав багато різноманітних явищ — злочини, глухоту, освіту та методи дослідження — в спробі визначити основні соціальні організації і «переговорний порядок» в повсякденному житті.
Його праця під назвою «Когнітивна соціологія: Мова та значення у соціальній взаємодії» (англ. Cognitive Sociology:  Language and Meaning in Social Interaction) була опублікована Сікурелом в 1973 р. В ній було зроблено спробу збагатити етнометодологічний підхід досягненнями когнітології кінця 60-х років 20 століття. Книга присвячена, в-основному, проблемам розуміння буденної мови, а також, ролі невербальних комунікацій у повсякденному спілкуванні. Вихід книги Сікурела був помітною подією й привернув увагу когнітологів. Продовжуючи дослідження цієї тематики, Сікурел широко використовував методи когнітивної лінгвістики, теорії штучного інтелекту, математичного моделювання. З осені 1989 р. він стає одним з керівників новоствореної кафедри когнітивної науки Каліфорнійського університету, де відбуваються зустрічі працюючих на перетині наук суспільствознавців, гуманітаріїв та природознавців.
У роботі «Метод і вимірювання в соціології» (англ. Method and Measurement in Sociology, 1964), присвяченій аналізу й опису соціологічних методів вивчення соціальних процесів, Сікурел ставить перед собою завдання з'ясувати питання не лише про природу соціального знання, а й про його зберігання, активізацію, а також організацію. За Сікурелом, існують три етапи конструювання людьми (суб'єктами) соціальної дійсності. Перший етап — це суб'єктивна організація та класифікація «емпірики» (досвіду) в простих (елементарних) актах «говоріння», другий етап — прояв «теоретичних понять», третій етап пов'язаний із суб'єктивним аналізом розмови або тексту.
Значне місце у вченні Сікурела займає аналіз «процедур інтерпретації». Зміст цих процедур полягає в суб'єктивному «тлумаченні» розмови (тексту). Він докладно розглядає можливі «суб'єктивні» механізми доповнення тексту, вплив ситуації на «розмову», спирання на минулий досвід (минуле знання) тощо. Способи зберігання, передачі, організації знання Сікурел називає «народними моделями». Він вважає, що у кожної людини є вироблена віками, успадкована і набута в процесі виховання база знань, яка бере участь у подальшій їх організації, «тлумаченні» тексту і т. д. «Народна модель», таким чином, є способом існування (екзистенції) соціальності.

## Проблемасоціального порядку
Французький соціолог Ж. Подьоло (фр. J. Padioleau) намагався за допомогою когнітивного підходу вирішити одну з найскладніших соціальних проблем — проблему соціального порядку. На його думку, природа соціальної дії є когнітивною, а соціальний актор являє собою «людину соціологічну, когнітивну», яка створює свої соціальні уявлення за допомогою символів і значень. Під символом він розуміє те, що «представляє іншу річ: символ займає місце іншого предмета, заміщає його або викликає згадку про нього в пам'яті».
Колективна взаємозалежність дій людей, на думку Подьоло, обумовлена взаємними очікуваннями. Колективні дії передбачають згоду партнерів з приводу правил прийняття рішень. Однак, з когнітивної точки зору, консенсус не зводиться до простої угоди між індивідами. Він виникає при узгодженні взаємних сприйняттів соціальних акторів по відношенню до конкретного предмету.
Розглядаючи проблему влади і впливу в соціальних системах, французький вчений виділяє чотири основні чинники, які є джерелами влади: 1) позицію в структурі організації; 2) риси лідерства в характері актора, 3) володіння експертними знаннями; 4) положення щодо ключових пунктів проходження інформації. При цьому, соціальні актори маніпулюють феноменами солідарності і кооперації, намагаючись встановити і відтворити асиметричні владні відносини.
Наступний крок у цьому напрямку робить Баррі Бернс (англ. В. Barnes), який стверджує, що соціальний порядок — це когнітивний порядок. Передбачається, що знання розподіляються в соціальних системах і кожен член соціальної системи знає про правила, норми, цінності, прийняті в даній соціальній системі. На думку Бернса, люди не завжди відчувають тиск норм, але вони завжди знають про них і по можливості враховують їх. Таким чином, нормативний порядок стає розподілом знання й залишається таким, поки члени соціальної системи готові слідувати прийнятим нормам.

## Когнітивнасоціологія науки
У 70-80-ті роки XX ст. виникла нова парадигма в соціології науки — когнітивна соціологія науки (Девід Блур (англ. Bloor), Майкл Малкей (англ. Mulkay), Джефрі Найджел Гілберт (англ. Gilbert), Гаррі Коллінз (англ. Collins), Стів Вулгар (англ. Woolgar), Карін Кнорр Цетіна (нім. Knorr Cetina) та ін.). З точки зору представників цієї парадигми, будь-яка діяльність учених, у тому числі й когнітивна (суб'єкт-об'єктна), є соціальною за своєю суттю, бо процес наукового пізнання у всіх своїх основних елементах, етапах і рівнях (предмет, метод, продукт, процес відкриття, перевірка, обґрунтування, емпіричне та теоретичне дослідження тощо) є істотно суб'єктно-детермінованим процесом. Емпірично зафіксований історією науки і її сучасним станом факт поліморфізму когнітивних моделей щодо одного й того ж об'єкта (парадигмальність наукового пізнання, проблема вибору наукових теорій, їх неспівмірність) переконливо свідчить на користь вільного, творчого характеру процесу наукового моделювання, непереборної та суттєвої ролі суб'єкта наукового пізнання у прийнятті та відстоюванні відповідних наукових рішень. Ці рішення завжди передбачають певну когнітивну відповідальність вчених (індивідуальну та колективну). Когнітивна соціологія науки заперечує чисто об'єктивістське трактування процесу наукового пізнання. Для неї неприйнятний чисто філософський розгляд процесу наукового пізнання як іманентно-трансцендентального за своєю суттю (як «теорії пізнання без суб'єкта, який пізнає» — К. Поппер).
Прихильники когнітивної соціології науки виходять з того, що:
- об'єкт наукового пізнання ніколи не детермінує однозначно своє когнітивне зображення (концептуальну модель), а тому інтерпретація тієї чи іншої моделі як адекватної чи неадекватної завжди є результатом прийняття відповідного рішення;
- в науці не існує єдиного, універсального методу отримання та обґрунтування наукового знання, однозначно алгоритмічно регульованого процесу прийняття когнітивних рішень;
- наукове пізнання на всіх етапах має істотно конструктивний і творчий характер; воно, хоча частково й регулюється рефлексивно усвідомлюваним і артикульованим набором прийнятих науковим співтовариством ідеалів і норм наукового дослідження, однак, цей набір і синхронно (в різних наукових дисциплінах в той самий час) і діахронно (в різний час в одній і тій же науковій дисципліні) істотно є неоднаковим та залежить і від загального когнітивного горизонту суб'єктів наукового пізнання (індивідуальних та колективних), і від їхнього творчого потенціалу та узгодження.

## Когнітивний аналізсоціальних рухів
У 1991 р. Рон Айєрман (англ. Eyerman) і Ендрю Джемісон (англ. Jamison) публікують монографію «Соціальні рухи: Когнітивний підхід» (англ. Social Movements: A Cognitive Approach), в якій когнітивний підхід ефективно використовується для аналізу розвитку соціальних рухів. Ці вчені були першими, хто пов'язав перспективи розвитку соціології суспільних рухів з наслідками «когнітивної революції» — повороту в соціальних науках до досліджень структур і процесів мислення, стимульованого проривами в психології, лінгвістиці і комп'ютерології.
Айєрман і Джемісон розглядали соціальні рухи, перш за все, як виробників нового знання, успіх якого залежить від здатності його інтелектуалів створювати і поширювати альтернативні визначення соціальної ситуації. Народження руху відбувається за рахунок того, що щось змінюється в уявленнях його учасників про соціальний світ. Наприклад, можуть виникнути нові цілі. Або буде вирішено, що домогтися яких-небудь з раніше існуючих цілей можна, організувавши колективні дії. Когнітивні зміни уявлень передують дії, більше того, вони породжують дію.
Все це підвело Айєрмана і Джемісона до визначення соціального руху як когнітивного феномену. Формула, введена ними, свідчить, що соціальний рух — це не статична комбінація вірувань, а «форма когнітивної практики», що триває в часі і просторі. Рухи є функціонуванням ідеологій — їхнім розвитком і взаємодією з інтелектуальним середовищем. Основна властивість рухів — здатність породжувати новіші уявлення в нових ситуаціях, генерувати нові інтерпретації, впливати на мислення своїх учасників в широкому репертуарі життєвих ситуацій. Отже, соціальний рух — це практика, що являє собою визначення і «перевизначення» соціальної реальності відповідно до теорії, альтернативної до тих, які утворюють «когнітивний порядок» даного суспільства.
Досліджуючи соціальне мислення та стилі життя членів якогось суспільства, ми можемо висловлювати припущення про латентні рухи, які дрімають в ньому зараз, щоб вибухнути в майбутньому. Рухи, пропонуючи нові теорії соціального порядку замість колишніх, тим самим, викликають зміни в процесах конструювання соціальної реальності. Але ні життєсвіт окремої людини, ні культура в цілому не є наборами непов'язаних елементів, і заміна одного з них на інший не може не призвести до трансформації багатьох (якщо не всіх) інших: тому важливими є дослідження можливих культурних наслідків тих когнітивних змін, які несуть соціальні рухи.

## Когнітивна соціологіяЕвіатара Зерубавеля
У 1997 р. з'явилося перше введення до когнітивної соціології, її сучасне трактування у книзі «Соціальні симулякри. Вступ до когнітивної соціології», написаній відомим ізраїльсько-американським соціологом Евіатаром Зерубавелем (англ. Zerubavel). На його думку, сфери впливу в співдружності когнітивних наук повинні бути поділені таким чином:
• когнітологія займається універсальними закономірностями мислення;
• когнітивна психологія досліджує індивідуальні особливості інтелекту;
• когнітивна соціологія повинна вивчати соціально зумовлені особливості мислення.
Проблематика когнітивної соціології перетинається з цілим рядом наукових напрямків. Так, когнітивна гілка соціальної психології, на думку Зерубавеля, займається в основному сприйняттям соціальних об'єктів, що є тільки частиною предмета когнітивної соціології. Найбільш заплутаними є взаємозв'язки когнітивної соціології та соціології знань; швидше за все доцільно вважати соціологію знань частиною когнітивної соціології.
Соціальний вимір мислення визначається різними культурами, ідеологіями, особливостями історичних періодів і соціальних груп. Основними завданнями когнітивної соціології є:
• пояснення подібності та відмінності в мисленні індивідів, аналіз соціальних конвенцій;
• аналіз соціально обумовлених процесів сприйняття інформації, вибіркового фокусування уваги на окремих проблемах;
• вивчення соціальної природи класифікацій, які нерідко є не просто типологією, але й засобом конструювання значень і смислів;
• дослідження соціальної пам'яті про значимі події, явища та процеси.
Е. Зерубавель є відомим фахівцем з теорії соціального часу, тому він приділяє особливу увагу саме цій проблематиці.

## Основна бібліографія
- Barnes B. The Nature of Power. — Cambridge: Policy Press, 1988 (укр. Природа влади).
- Cicourel A. V. Cognitive Sociology: Language and Meaning in Social Interaction. — L.: Pinguin Education, 1973 (укр. Когнітивна соціологія: Мова та значення в соціальній взаємодії).
- Cicourel A. V. Method and Measurement in Sociology. — New York: The Free Press of Glencoe, 1964. — ISBN 978-0029054802 (укр. Метод і вимірювання в соціології).
- Eyerman R., Jamison A. Music and Social Movements: Mobilizing Traditions in the Twenties Century. Cambridge: Cambridge University Press, 1998 (укр. Музика та соціальні рухи: Мобілізаційні традиції в 20 столітті).
- Eyerman R., Jamison A. Social Movements: A Cognitive Approach. Polity and Penn State Press. 1991 (укр. Соціальні рухи: Когнітивний підхід).
- Eyerman R. Toward a Meaningful Sociology of the Arts // Myth, Meaning, and Performance: Toward a New Cultural Sociology of the Arts / ed. by R. Eyerman and L. Mccormick. Boulder: Paradigm Publishers, 2006. p. 13-34 (укр. До соціології мистецтва, орієнтованої на смисл).
- Zerubavel E. Social mindscape. An Invitation to cognitive sociology. — L.: Harvard Univ. Press , 1997 (укр. Соціальні симулякри. Вступ до когнітивної соціології).
- Айерман Р. К социологии искусства, ориентированной на смысл // Социологическое обозрение. — Т.9. — № 2. — 2010. — с. 75-80.
- Блур Д. Витгенштейн как консервативный мислитель // Логос. — 2002. — № 5-6 (35). — с. 1-24.
- Блур Д. Сильная программа в социологии знания // Логос. — 2002. — № 5-6 (35). — с. 1-24.
- Гилберт Дж. Н., Малкей М. Открывая ящик Пандоры. Социальный анализ высказываний ученых /Пер. с англ. М. Бланко, вст. ст. В. П. Скулачева, общ. ред. и послесл. А. Н. Шамина и Б. Г. Юдина М.: Прогресс, 1987. 269 с.
- Малкей М. Наука и социология знания /Пер. с англ. А. Л. Великовича. М.: Прогресс, 1983. 253 с.
- Подьоло Ж. Социальный порядок: принципы социологического анализа// Современная западная социология: классические традиции и поиски новой парадигмы. — М., 1990. — С. 93-110.